# 唯有音樂
唯有音樂（英語：OnlyMusic）是一間臺灣經紀娛樂與唱片公司，2013年於臺北市成立，分為歌手與實況部門。主要從事藝人經紀、音樂製作、活動行銷等業務。

## 歷史
2013年7月11日，公司由三位創辦人黃建東（台北建東）、李杰珉、潘偉凡共同創立。
2018年12月21日，公司主辦親子活動《巧虎電影互動嘉年華 魔法島大冒險》。
2019年10月7日，旗下歌手李芷婷於浙江衛視選秀節目《2019中國好聲音》獲得總季軍。
2020年6月24日，旗下歌手李芷婷發行首張專輯《美麗舊世界》出道。
2021年9月，成立實況部，並簽約赤鬼伯伯、小巫巫、張立穎、三零老師4名Twitch實況主組成實況主團體「唯有5G」。
2021年12月3日，旗下歌手李欣庭與李以樂出演ETtoday新聞雲選秀節目《聲林之王3》，最終都遭到淘汰。
2022年6月1日，與實況主爆哥合作發行單曲〈咖哩爆飯〉。
2022年9月，唯有5G畢業。2022年10月19日，繼續第二代唯有5G企劃，簽約摸摸爹斯、今天是情天、京野妮子及陳七瀨4名Twitch實況主；同月28日，簽約思琪47。
2024年4月18日，與實況主外神歪西簽約。

## 旗下藝人

### 歌手
- 李欣庭
- 李芷婷

### Twitch實況主
- 台北建東（黃建東）
- 京野妮子（前唯有5G 二代）

### 音樂製作人
- 黃建東
- 李珉
- 潘偉凡

## 主辦大型活動
- 2018年《巧虎電影互動嘉年華 魔法島大冒險》

## 前藝人

### 歌手
- 蔡家蓁（2015－2018年）
- 李以樂（2021－2023年）
- 2000 twothousandxx（2021－2024年）

### 實況主
- 唯有5G 一代
  - 赤鬼伯伯[註 1]、小巫巫、張立穎（2021－2022年）
  - 三零老師（2021年9月－2023年4月）
- 唯有5G 二代
  - 摸摸爹斯、今天是情天、七瀨ななせ（陳七瀨）、思琪47（2022－2023年）
- 我叫小胖777（2024年）
- 外神歪西 （2024 - 2025年）